# Église Saint-Martin de Riutort
Pour les articles homonymes, voir église Saint-Martin.
L'église Saint-Martin de Riutort est une église romane située dans le hameau de Riutort, à Puyvalador, dans le département français des Pyrénées-Orientales.